# Nojals e Clòtas
Nojals e Clòtas (en francès Nojals-et-Clotte) és un municipi francès situat al departament de la Dordonya i a la regió de la Nova Aquitània.

## Demografia
| 1962                                       | 1968 | 1975 | 1982 | 1990 | 1999 | 2007 |
| ------------------------------------------ | ---- | ---- | ---- | ---- | ---- | ---- |
| 227                                        | 213  | 178  | 183  | 177  | 193  | 200  |
| Des de 1962: població sense dobles comptes |      |      |      |      |      |      |

## Administració
| Període   | Identitat              | Partit |
| --------- | ---------------------- | ------ |
| 1995-2008 | Dominique Mortemousque | UMP    |
| 2008-     | Alain Merchadou        |        |